# Ngọc Môn quan

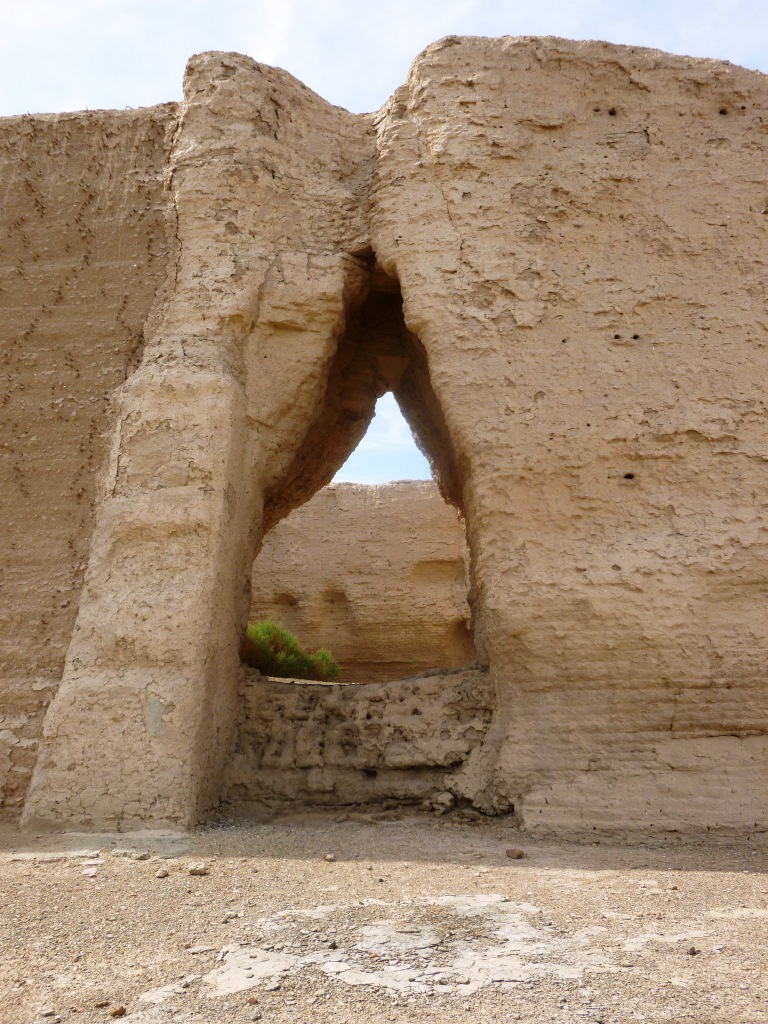
Lối vào từ phía bắc của Tiểu Phương thành tại Ngọc Môn quan

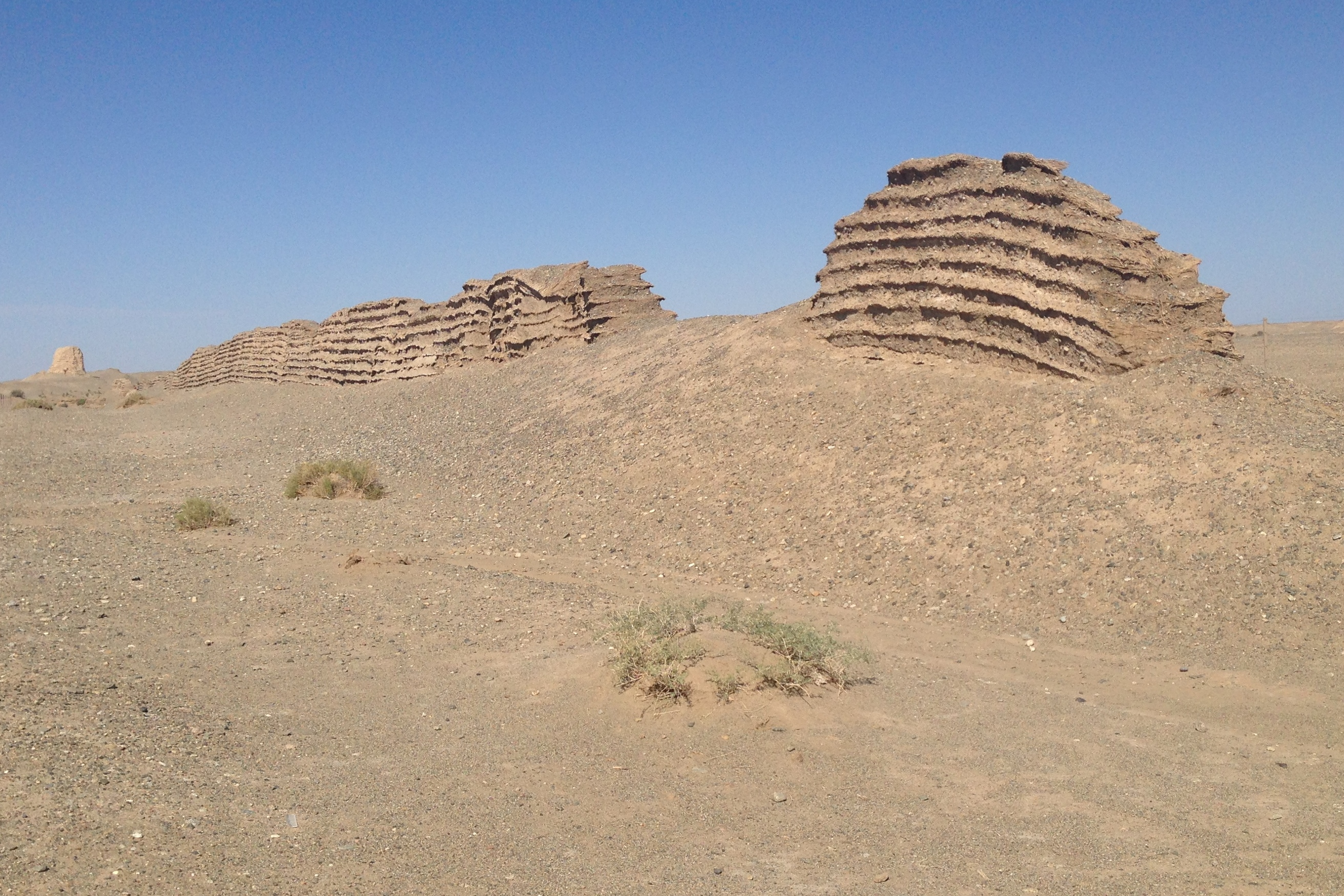
Một đoạn của Vạn lý trường thành được xây từ thời Hán tại Ngọc Môn quan.

Ngọc Môn quan hay đèo Ngọc Môn (Tiếng Trung phồn thể: 玉门关; Tiếng Trung giản thể: 玉門關; bính âm: Yumen Guan) là tên của một con đèo nằm ở phía tây Đôn Hoàng, thuộc tỉnh Cam Túc, Trung Quốc. Trong thời cổ đại, đây là nơi con đường tơ lụa đi qua, và là một trong những con đường quan trọng kết nối khu vực Trung Á với Trung Quốc, trước đây được gọi là Tây Vực. Nằm ở phía nam của Ngọc Môn quan là Dương quan, đó cũng là một điểm quan trọng của con đường tơ lụa.
Mặc dù trong tiếng Trung quan (關/关) thường được dịch đơn giản là "cổng" hay ải, nhưng ý nghĩa cụ thể hơn của nó là một "cổng biên giới" để phân biệt với một con đèo thông thường thông chạy qua các ngọn núi. Ngọc Môn quan (玉門關) và Dương quan (陽關) có nguồn gốc từ: yu (玉) = ngọc + men (門) = cửa; và yang (陽)= phía có ánh nắng, phía nam một ngọn đồi, phía bắc một con sông, và guan (關)= biên giới, đèo, ải. Đây là hai cửa ải nổi tiếng nhất dẫn tới phía bắc và phía tây của con đường tơ lụa từ lãnh thổ Trung Quốc. Trong thời gian đầu nhà Hán, một tuyến phòng thủ được thành lập từ Tửu Tuyền ở Cam Túc thuộc Hành lang Cam Túc kéo dài về phía tây, và Ngọc Môn quan là điểm cuối của nó.
Không nên nhầm lẫn với thành phố Ngọc Môn (玉门) ở Cam Túc, Trung Quốc. Mặc dù cả hai đều thuộc cùng một đơn vị hành chính là địa cấp thị Tửu Tuyền, tỉnh Cam Túc, nhưng Ngọc Môn quan lại nằm cách khoảng 400 km về phía tây của thành phố cùng tên gọi.
Ngọc Môn quan cũng là một trong số 22 địa điểm của Trung Quốc, một phần của Con đường tơ lụa đã được UNESCO công nhận là Di sản thế giới trong năm 2014.